# Nijverheid van Eindhoven

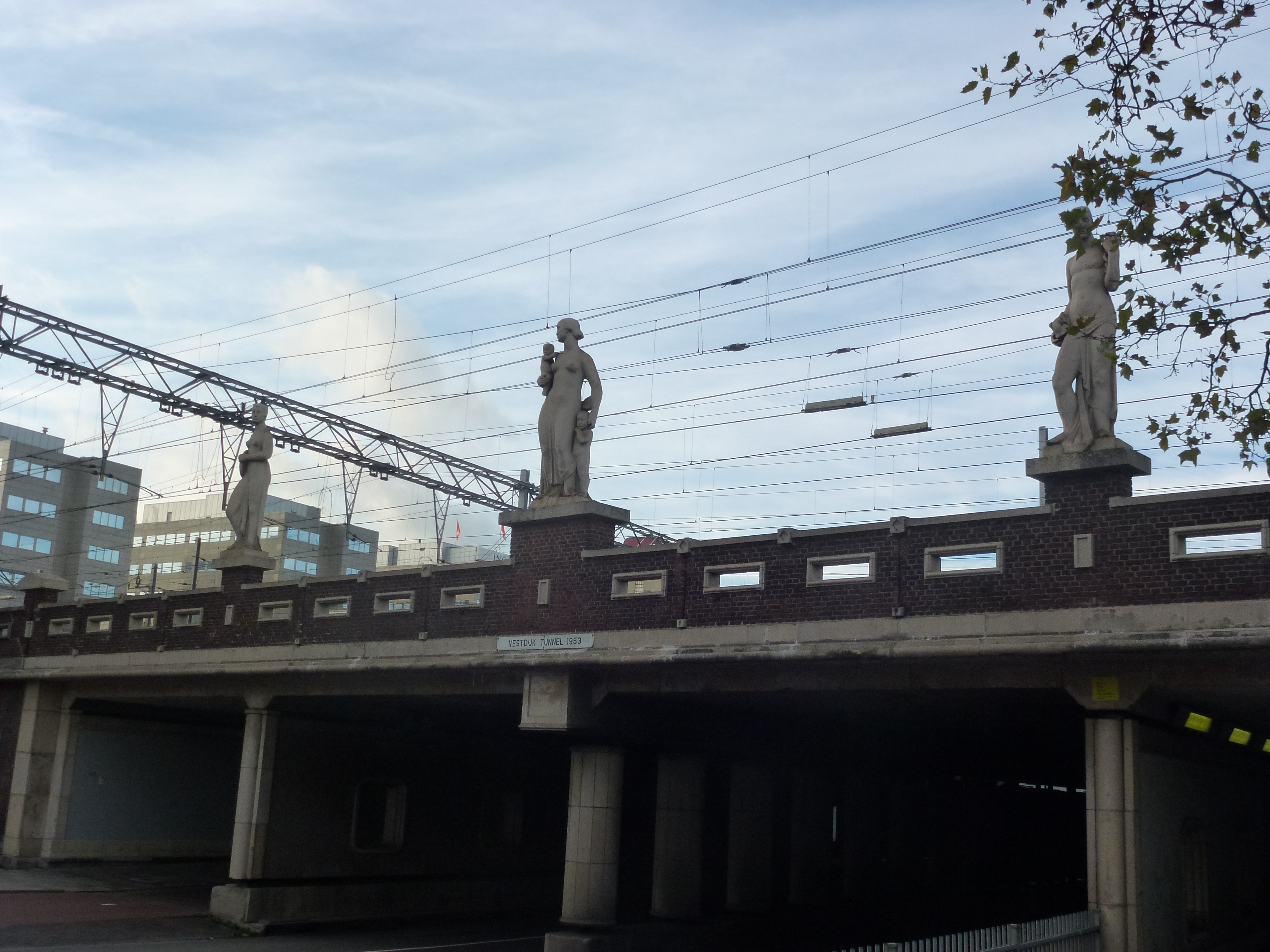
De drie beelden aan de zuidzijde

Nijverheid van Eindhoven is een serie van zes beelden bovenop de Vestdijktunnel te Eindhoven langs het spoor. De beelden werden tussen 1950 en 1953 gemaakt door de Utrechtse beeldhouwer Joop Hekman en waren een geschenk van de Nederlandse Spoorwegen aan Eindhoven. De beelden symboliseren de opbloei van het Eindhovense bedrijfsleven.

## Geschiedenis
Hekman kreeg in 1949 de opdracht van de Nederlandse Spoorwegen om voor drie spoorviaducten in het centrum van Eindhoven acht zandstenen beelden te maken. Met deze beelden heeft Hekman de toekomstige vooruitgang van Eindhoven verbeeld, waarbij de groei te danken was aan de Philips-fabrieken en de Eindhovense tabaks- en textielindustrie.
Oorspronkelijk waren er acht beelden te vinden, verdeeld over meerdere spoorviaducten ten westen van station Eindhoven Centraal. In april 1952 werden twee beelden aan beide zijden geplaatst van de Boschdijktunnel. In 1953 werden vier beelden op de Demertunnel geplaatst en de twee overige beelden op de Vestdijktunnel. Het licht was een uitbeelding van een gevleugelde figuur, liggend onder de zon. Het viel in 1986 van het voetstuk en wordt tentoongesteld in een restant van een muur van station Amersfoort, in de binnentuin van het Spoorwegmuseum in Utrecht. Het moderne industriële Eindhoven is verloren gegaan. De andere zeven beelden werden in de loop der jaren meer en meer aangetast door zure regen. In 1991 werden ook deze beelden overgebracht naar de beeldentuin van het Spoorwegmuseum in Utrecht.
In 1997 maakte Toon Grassens polyester replica's van zes van de acht oorspronkelijke beelden. Deze replica's werden geplaatst op de Vestdijktunnel. Van de beelden Het moderne industriële Eindhoven en Het licht zijn geen replica's gemaakt en deze zijn dus ook niet teruggeplaatst.

## Galerij
| Zuidzijde                                         |                                                                           |                                                               |
| Het verkeer, een vrouw met een wiel               | Het jonge bloeiende Eindhoven, een moeder met twee kinderen               | De handel, Mercurius met zijn gevleugelde helm en slangenstaf |
| Noordzijde                                        |                                                                           |                                                               |
| Het geluid, een vrouw met een schelp aan haar oor | De tabak, een man gekleed in een lendendoek, staand naast een tabaksplant | De textiel, een vrouw met een lap textiel in haar hand        |